# 阿斯卡隆戰役
阿斯卡隆之战（法語：Bataille d'Ascalon）于1099年8月12日在耶路撒冷被占领后不久发生，这场战役通常被认为是第一次十字军东征的最后一次战役。由布永的戈弗雷所率领的东征十字军击败并击退了法蒂玛军队，确保了耶路撒冷的安全。 
十字军在1099 年7月15日达成了他们占领耶路撒冷的主要目标。在8月初，他们获悉一支 20,000 人的法蒂玛军队在维齐尔阿夫达·沙汉沙阿的领导下即将逼近。在戈弗雷的指挥下10,200人的十字军军队在8月10日离开了城市，冒着莫大的风险对穆斯林军队发起了进攻。十字军从耶路撒冷向南进军并于11日逼近了亚实基伦附近并抓获了埃及的间谍，揭露了阿夫达的兵力。（从耶路撒冷到亚实基伦距离约77公里）
8月12日黎明时分，十字军军队对仍在阿斯卡隆防御墙外的营地中沉睡的法蒂玛军队发动了突然袭击。由于法蒂玛王朝没有部署足够的卫兵，他们只剩下了一部分可以战斗的军队。十字军迅速击败了没准备好的法蒂玛步兵，而法蒂玛骑兵则几乎没有参与战斗。战斗只持续了不到一个小时。十字军的骑士到达了营地的中央，夺取了包括他的剑在内的维齐尔的旗帜和个人行李。一些法蒂玛人企图逃到树林里却被十字军的箭和长枪杀死，而其他的法蒂玛人则在十字军脚下乞求怜悯，最后被被集体屠杀。惊恐的维齐尔乘船逃往了埃及，让留下的十字军杀死了所有的幸存者并收集了大量的战利品。伊本·开拉尼希估计有12,700法蒂玛人死亡。
穆斯林第一次企图夺回耶路撒冷的尝试以彻底失败告终，但戈弗雷未能利用此次胜利来一举夺取阿斯卡隆，因为城里的法蒂玛驻军只愿意向图卢兹的雷蒙德投降，而这是一个戈弗雷不会接受的条件。阿斯卡隆的法蒂玛基地在此之后仍然是耶路撒冷王国的眼中钉，直到1153年的阿斯卡隆围城战后才被攻陷。

## 背景

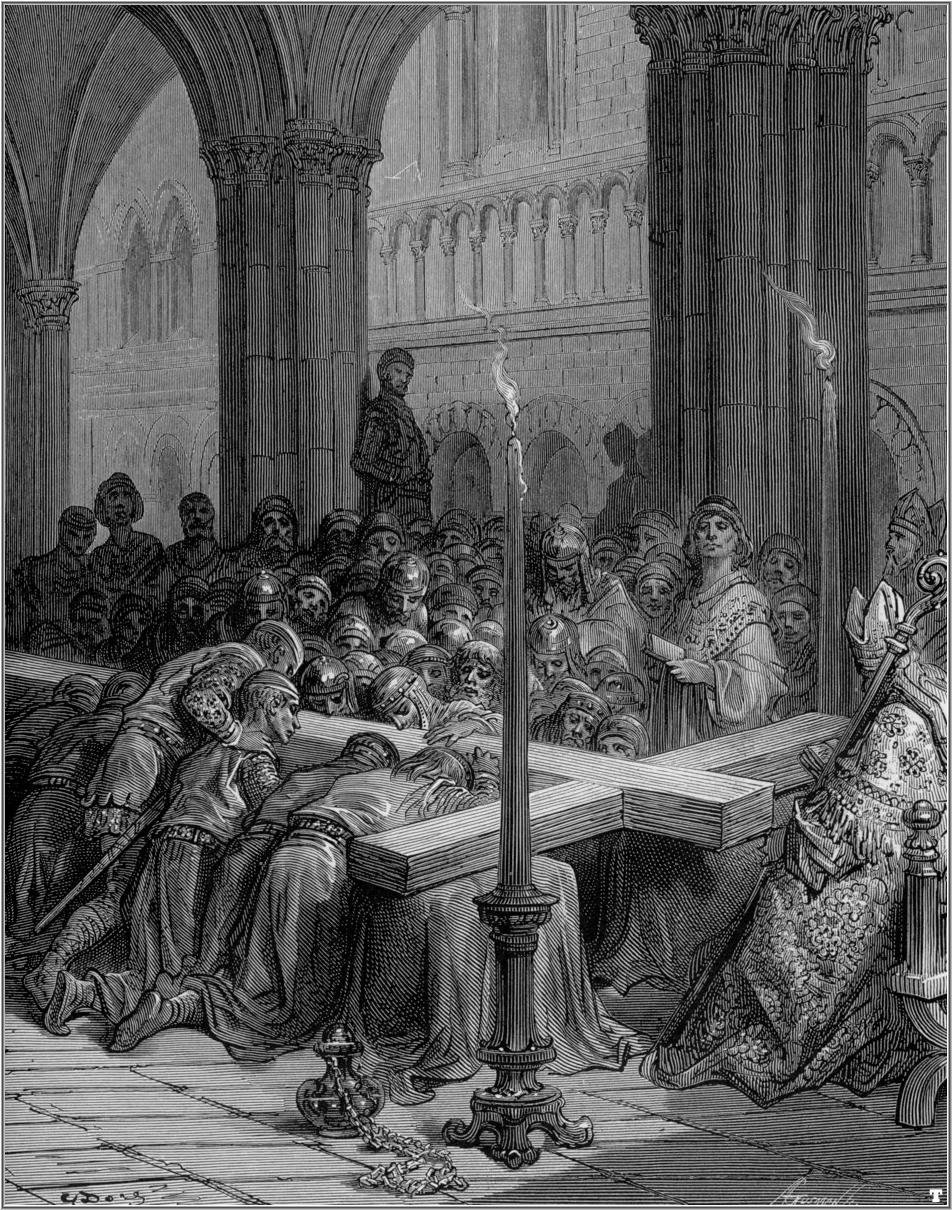
真十字架的发现（古斯塔夫·多雷）

十字军在进军耶路撒冷期间与埃及法蒂玛王朝进行了谈判，但并未能达成令人满意的妥协——法蒂玛王朝愿意放弃对叙利亚的控制权却不愿放弃对黎凡特的控制，这对目标是耶路撒冷的圣墓教堂的十字军来说是无法接受的。经过长时间的围攻，耶路撒冷于1099年7月15日从法蒂玛王朝手中夺回，而十字军则立即得知法蒂玛军队正在来围攻他们的路上。
十字军行动迅速。 布永的戈弗雷于7月22日被任命为圣墓捍卫者，而于8月1日被任命为耶路撒冷總主教的乔克的阿努尔夫于8月5日发现了圣遗物真十字架。法蒂玛大使到达命令十字军离开耶路撒冷，但他们没有理会。8月10日，戈弗雷带领剩余的十字军离开耶路撒冷前往亚实基伦，行军一天，而隐士彼得则带领天主教和希腊东正教神职人员祈祷，并从圣墓游行到圣殿。佛兰德斯的罗伯特二世和阿努尔夫陪同戈弗雷离开了耶路撒冷，而雷蒙德四世和罗贝尔二世则留了下来，要么是因为与戈弗雷的争吵，要么是因为他们更愿意从自己的侦察员那里听到埃及军队的消息。当埃及军队的存在得到确认后，他们在第二天也出发了。在拉姆拉附近，他们遇到了坦克雷德和戈弗雷的兄弟尤斯塔斯，后者在本月早些时候离开去攻打纳布卢斯。阿努尔夫作为军队的首领带着圣遗物十字架，而阿吉勒斯的雷蒙德则则带着前一年在安条克发现的圣枪。

## 战事
法蒂玛军队由维齐尔阿夫达·沙汉沙带领，其大小可能多达两万人（其他的估计包括《法兰克人的事迹》中所记载的夸大过的20万人 ）。他的军队中包括塞尔柱土耳其人、阿拉伯人、波斯人、亚美尼亚人、库尔德人和埃塞俄比亚人。尽管他没有携带攻城武器，他依然打算围攻位于耶路撒冷的十字军。不过他确实有一支在亚实基伦港集结的舰队。十字军的确切人数未知，但阿吉勒斯的雷蒙德估计约有1,200名骑士与9,000名步兵。对于十字军人数最高的估算是 20,000 人，但这在十字军东征的该阶段是不可能的。阿夫达在阿斯卡隆郊外的一个山谷中的迈达尔平原扎营，准备继续前往耶路撒冷，围攻那里的十字军，显然还不知道十字军已经离开耶路撒冷来迎接他。8月11日，十字军发现了被聚集起来以喂养法蒂玛营地，在城外放牧的牛、绵羊、骆驼和山羊。据坦克雷德在拉姆拉附近的一场小规模冲突中俘获的俘虏说，这些动物在那里是为了引诱十字军分散开来掠夺这片土地，使法蒂玛人更容易发动攻击。然而，阿夫达还不知道十字军在该地区，而且显然没有预料到他们的出现。无论如何，第二天早上，这些动物被带进了行军的队伍，夸大了他们军队看起来的规模。
12日上午，十字军侦察兵报告了法蒂玛营地的位置，军队随后向其进发。行军期间，十字军被组织成九个师：由戈弗雷率领左翼，雷蒙德率领右翼，坦克雷德、尤斯塔斯、诺曼底的罗伯特和贝恩的加斯顿四世组成了中央。每个师被进一步分成两个较小的部分，并有一个步兵师在每个师前行进。这种安排也被用与亚实基伦以外的战线，军队的中心被安排在在耶路撒冷和雅法门之间，右侧与地中海沿岸对齐，而左侧则面向雅法门。

根据大多数记载（十字军与穆斯林皆有），法蒂玛王朝被抓了个措手不及，战斗的持续时间也很短暂。但艾克斯的阿尔伯特表示，战斗至少持续了一段时间，并且埃及的军队准备充分。战场的两条主线用弓箭互相射击，直到双方靠得足够接近到可以用长矛和与他手持武器进行肉搏战。埃塞俄比亚人袭击了十字军防线的中心，而法蒂玛先锋队从侧翼攻击了十字军并包围了他们的后卫，直至戈弗雷赶来营救了他们。尽管阿夫达的军队在数量上具有优势，但它并不像十字军以前遇到的塞尔柱军队那样强大或具有危险。战斗似乎在法蒂玛重骑兵加入之前已经结束了。阿夫达和他惊慌失措的部队逃回了这座戒备森严的城市之中；雷蒙德将他们中的一些人追到了海里，其他有些人爬上树后被箭射死，而剩下的人则在撤退到亚实基伦城门的过程中战死。阿夫达在撤退的途中留下了他的营地以及其中的财宝，这些东西随后则被罗伯特和坦克雷德截获了。十字军在这场战役之中的损失未知，但埃及人损失了10,000名步兵，并且有包括民兵在内的2,700名阿斯卡隆居民阵亡。

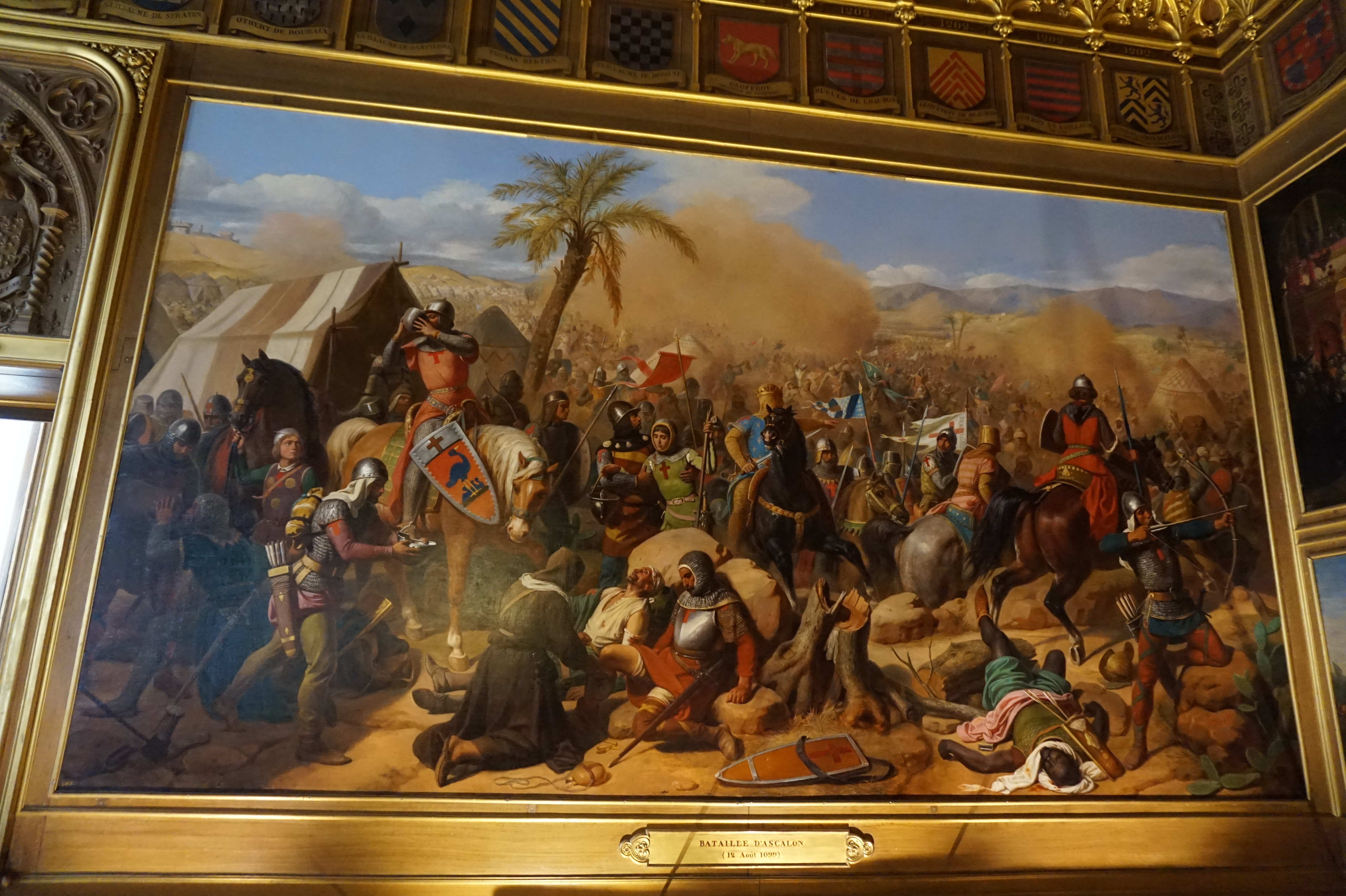
阿斯卡隆之战，由吉恩·维克托·施奈茨于1847年在瓦尔塞宫的圣战之间画作。
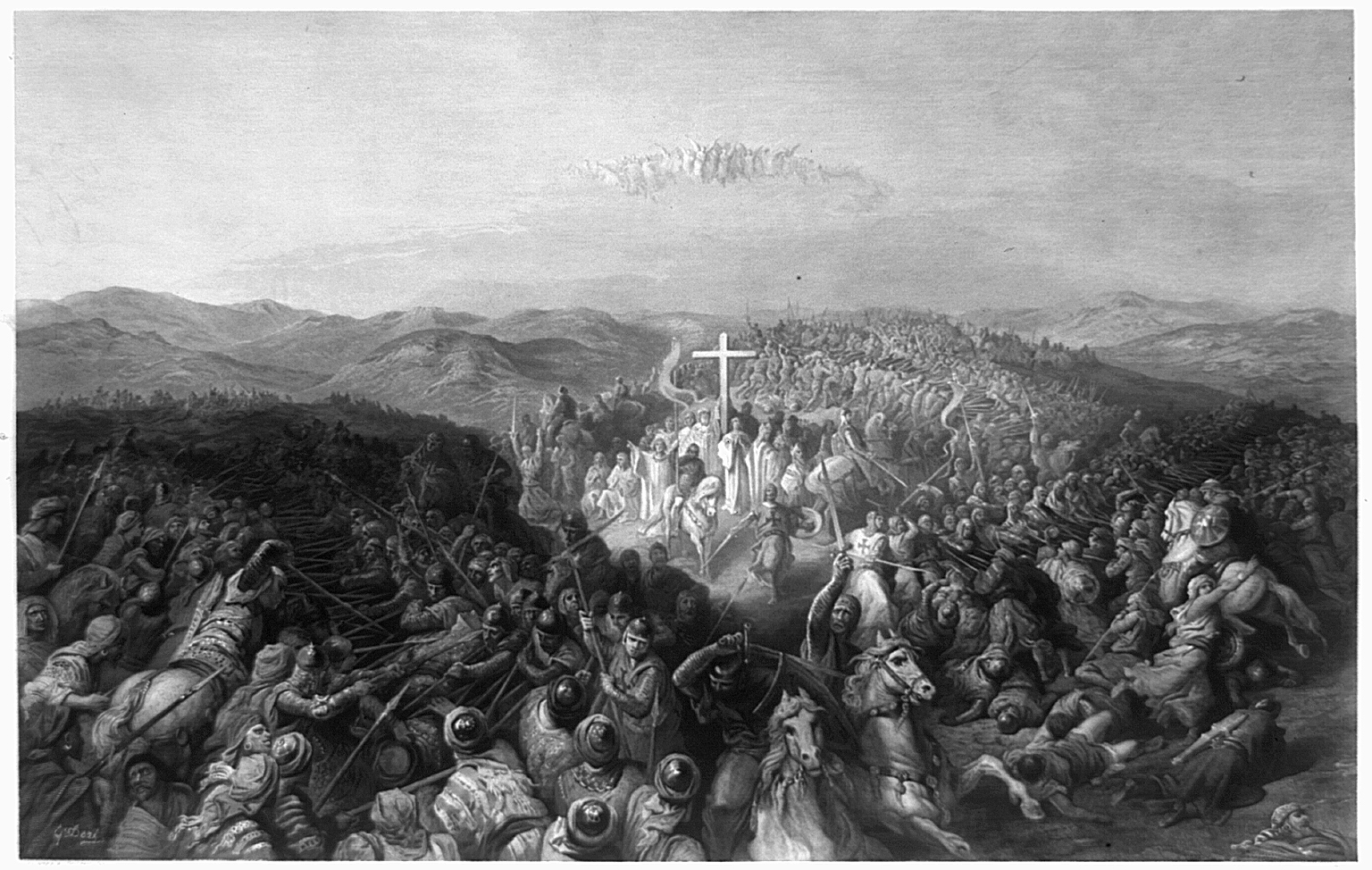
阿斯卡隆之战，由C. W. Sharpe基于古斯塔夫·多雷的同名画作雕刻

## 后果与影响
十字军在废弃的营地过夜，准备再次进攻，但在早上他们得知了法蒂玛王朝已经在撤退到埃及。阿夫达乘船逃离。他们掠夺了他们能掠夺的所有东西，包括阿夫达的私人帐篷，并烧毁了其余的所有东西。他们于8月13日返回了耶路撒冷，但在多次庆祝后，戈弗雷和雷蒙德想要将亚实基伦据为己有。亚实基伦的驻军得知这场争执之后拒绝了投降。战斗结束后，鉴于他们的朝圣誓言已经得到实现，几乎所有剩余的十字军都返回了他们在欧洲的家园。到了年底，耶路撒冷可能只剩下几百名骑士，但他们在此之后逐渐得到了受第一次十字军东征的成功所鼓舞的新十字军的增援。
虽然阿斯卡隆之战是十字军的胜利，这座城市本身仍处于法蒂玛的控制之下，并最终重新获得了驻军。在此之后，它每年都成为了进攻耶路撒冷王国的据点。此后数年间在这座城市发生了无数次战斗，直到1153年在亚实基伦围城战中才最终被十字军占领。